# Teodor Ilić Češljar

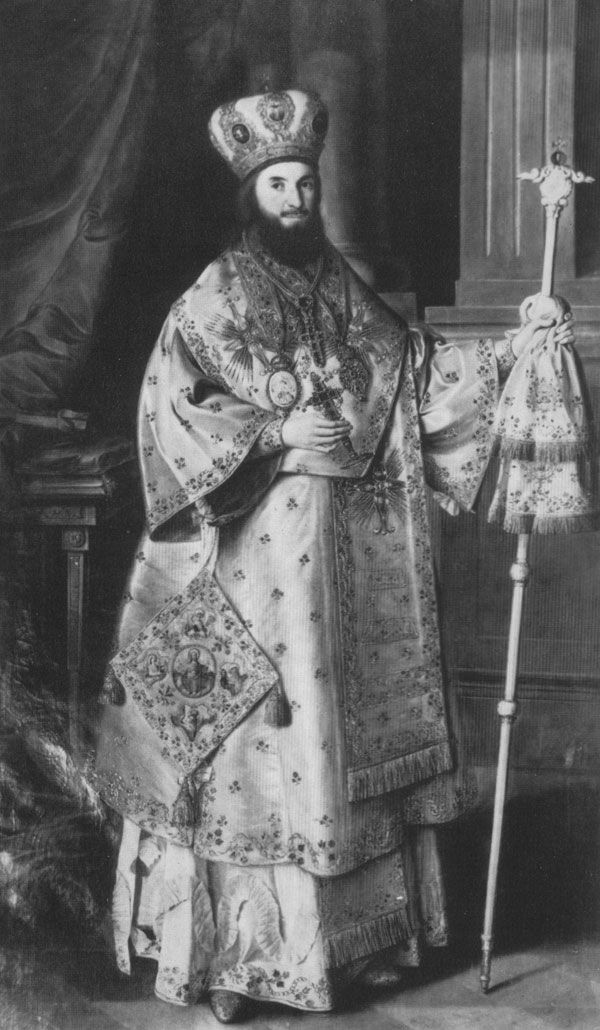
Josif Jovanović, obispo de Vršac, pintado por Teodor Ilić Češljar (Palacio del Obispo, Vršac)

Teodor Ilić Češljar (cirílico serbio Теодор Илић Чешљар) fue un pintor serbio del barroco tardío de Vojvodina (entonces parte del Imperio austriaco), más conocido por ser el creador de las Puertas Reales de Ostojićevo. 
Češljar nació en 1746 en Čurug y murió el 20 de noviembre de 1793 a los 47 años en Bačko Petrovo Selo (ambos ahora en Serbia). Se supone que aprendió a pintar de maestros famosos de Timişoara y Novi Sad, donde vivió en 1769. Su primer trabajo conocido fue una pintura de cuatro evangelistas en el campanario de una iglesia en Buda en 1776, en la que trabajó junto con su colega pintor Mihailo Skokolović. Según algunos biógrafos antiguos, Češljar se inscribió en la Academia de Bellas Artes de Viena en 1786. Trabajó en su primer iconostasio en 1789 en la iglesia de Mokrin; después de eso, trabajó en Velika Kikinda y Stara Kanjiža en 1791, y en Bačko Petrovo Selo desde 1792 hasta 1793, cuando murió. Además, dibujó varios íconos para la iglesia menor en Sremski Karlovci y el iconostasio del monasterio Kovilj que fue destruido en 1848.
Según citas de las biografías de Teodor Ilić Češljar, era un gran colorista y excepcionalmente inventivo en la composición. No siempre pintaba al estilo barroco. Como sus coetáneos se inclinó hacia los colores más suaves, pintando con esmalte de facturas sedosas como los maestros franceses del rococó. No hay información precisa sobre todos los retratos pintados por Teodor Ilić Češljar, pero es cierto que sus obras incluyen retratos de Pavle Avakumović (1789), retrato de un sacerdote desconocido (Museo Nacional de Serbia), retrato de Josif Jovanović Šakabenta (1787, Museo de Vršac) y gran número de retratos eclesiásticos. En estos retratos, Češljar demostró ser un maestro del dibujo y también un colorista sutil y estético como lo hizo en los iconos.
Su famosa pintura de Santa Bárbara (1785) fue realizada para el obispo de Nagyvárad y muestra su gran sentido de la composición.  Dos pinturas murales en Kikinda muestran aún más su influencia por la pintura veneciana. Son La última cena y Cristo en Eclat, obras maestras de la pintura barroca serbia.
Una calle en Kikinda lleva su nombre.